# Pseudobiceros apricus
Espèce
Pseudobiceros apricus est une espèce de vers plats marins du genre Pseudobiceros et de la famille des Pseudocerotidae.

## Systématique
Le nom valide complet (avec auteur) de ce taxon est Pseudobiceros apricus Newman & Cannon, 1994.